# Chantal Janzen
Chantal Janzen (ur. 15 lutego 1979 w Tegelen) – holenderska prezenterka telewizyjna, piosenkarka i aktorka. Grała role w filmach: The Preacher, Full Moon Party i Deuce Bigalow: Boski żigolo w Europie oraz była prezenterką Idols, holenderskiej wersji formatu telewizyjnego Idol. Niedoszła prezenterka Konkursu Piosenki Eurowizji 2020, prezenterka 65. Konkursu Piosenki Eurowizji (2021).

## Życiorys
Janzen urodziła się w Tegelen. Studiowała w Wyższej Szkole Sztuk Pięknych w Amsterdamie, gdzie uczyła się klasycznego, nowoczesnego, jazzu i stepowania, aktorstwa, śpiewu i repertuaru muzycznego.
Ze względu na ciążę musiała tymczasowo zrezygnować z udziału w musicalu Tarzan od września 2008 do kwietnia 2009. Została zastąpiona przez Bente van den Brand. W 2011 Janzen zakończyła kontrakt z holenderskim kanałem telewizyjnym AVRO i podpisała kontrakt z RTL. Odkąd przeszła do RTL Nederland, prezentowała różne programy telewizyjne, w tym: De Jongens tegen de Meisjes, Everybody Dance Now, It Takes 2, Time To Dance, The Voice of Holland, oraz holenderskie wersje Dance Dance Dance, All Together Now i Tańca z gwiazdami.
4 grudnia 2019 została ogłoszona prezenterką Konkursu Piosenki Eurowizji 2020 w Rotterdamie, wraz z Edsilią Rombley i Janem Smitem. Konkurs został odwołany 18 marca 2020 z powodu pandemii COVID-19 i został zastąpiony przez program Światło dla Europy 16 maja 2020.
18 września 2020 potwierdzono, iż Janzen pozostanie prezenterką konkursu w 2021.
W maju 2025 podała wyniki głosowania holenderskiego jury podczas 69. Konkursu Piosenki Eurowizji.

## Życie prywatne
Janzen jest w związku z Marco Geeratzem. Pierwszego syna Jamesa urodziła 23 stycznia 2009 roku. 15 grudnia 2014 roku w Londynie odbył się ich ślub. 30 marca 2018 roku Janzen urodziła drugiego syna, Bobby’ego.